# Miericeaua
Miericeaua – wieś w Rumunii, w okręgu Gorj, w gminie Crușeț. W 2011 roku liczyła 245 mieszkańców.